# Pronunciamiento de Riego
El pronunciamiento de Riego fue un alzamiento militar encabezado por el teniente coronel Rafael del Riego que tuvo lugar en España en 1820, durante el reinado de Fernando VII, y que fue el detonante de la Revolución de 1820 (por lo que también es conocido como la Revolución de Cabezas de San Juan) y de la pérdida definitiva del Imperio español en América, a causa de la disolución de la mayor flota y el más grande ejército de ultramar reunidos por España para sofocar la revolución hispanoamericana. Comenzó el 1 de enero en la localidad sevillana de Las Cabezas de San Juan donde estaban acantonadas parte de las tropas de la Gran Expedición de Ultramar destinadas a sofocar las sublevaciones americanas. Su propósito era impedir que se verifique el embarque proyectado de la expedición militar y restablecer la Constitución aprobada por las Cortes de Cádiz ocho años antes y que Fernando VII había abolido en 1814 tras la vuelta de su cautiverio en Francia, restaurando la monarquía absoluta. Inicialmente resultó un fracaso —las tropas de Riego recorrieron Andalucía durante casi dos meses sin conseguir que otras guarniciones o unidades militares se les sumaran— pero a principios de marzo, cuando creían que estaba todo perdido les llegó la noticia de que Fernando VII había jurado la Constitución después de que el gobierno absolutista no hubiera conseguido acabar con las sublevaciones de otras guarniciones de la periferia que habían seguido el ejemplo de Riego. Se inició así el Trienio Liberal en que España estuvo regida por una monarquía constitucional. Rafael del Riego fue ascendido a general y se convirtió en un mito de la España liberal. 
El pronunciamiento de Riego, cuyos principales instigadores fueron Antonio Alcalá Galiano y Juan Álvarez Mendizábal, guarda relación con los cinco intentos anteriores de los liberales españoles para acabar con el absolutismo de Fernando VII desde 1814. También desempeñaron un papel importante las sociedades secretas. Algunos de los motivos que contribuyeron al éxito de este pronunciamiento fueron el descontento del ejército y el de los comerciantes de Cádiz.
La insurrección fue asimismo promovida por Juan Martín de Pueyrredón, que temía «la terrible expedición» que amenazaba a los rebeldes sudamericanos, y financiada por el gobierno de las Provincias Unidas del Río de la Plata a través de sus emisarios Andrés Arguibel y Tomás Antonio de Lezica, aunque el papel de estos agentes todavía no está bien determinado. Otro factor fundamental del éxito es la inacción o incapacidad del gobierno absolutista para reprimir el motín de Riego y Quiroga.
Como ha destacado Juan Francisco Fuentes, el de Riego fue «el pronunciamiento por excelencia» (de hecho el término «pronunciamiento» nació con él). Cumplió «las tres premisas inexcusables de este típico fenómeno de la España del siglo xix: la lejanía de la capital, la lectura de un bando o manifiesto y la existencia de un caudillo».

## Antecedentes
Tras la vuelta de su cautiverio en Francia, el rey Fernando VII abolió en mayo de 1814 mediante un golpe de Estado la Constitución de 1812 aprobada por las Cortes de Cádiz y restauró la monarquía absoluta. Los liberales, defensores de la monarquía constitucional, fueron encarcelados, desterrados o se exiliaron. Durante los seis años siguientes (Sexenio Absolutista) el rey y sus ministros no consiguieron resolver la crisis del Antiguo Régimen iniciada en 1808 y que la que sería conocida como la Guerra de la Independencia (1808-1814) había agravado notablemente. El conflicto había destruido los resortes principales de la economía y el comercio con América había caído coma consecuencia del proceso de emancipación de las colonias. El resultado fue una brutal depresión económica que se manifestó en una caída de los precios (deflación). Como consecuencia de todo ello la Hacienda de la Monarquía quebró: los caudales de América ya no llegaban (con la consiguiente caída además de los ingresos de aduanas) y no se podía recurrir a la emisión de más vales reales, pues éstos estaban completamente depreciados al haberse acumulado muchas demoras en los pagos de los intereses anuales. Hubo un intento de reforma de la Hacienda, llevada a cabo por Martín de Garay, pero no prosperó por la oposición de los dos estamentos privilegiados, nobleza y clero, y también del campesinado (que rechazó el impuesto porque suponía un aumento de los cargas que ya soportaba en un momento en que «los precios de las productos agrícolas comenzaban a desmoronarse»).
Ante la incapacidad de los ministros de Fernando VII de resolver la crisis, los liberales (muchos de ellos integrados en la masonería para actuar en la clandestinidad) intentaron restablecer la Monarquía Constitucional mediante el recurso a los pronunciamientos. Se trataba de buscar apoyos entre los militares "constitucionalistas" (o simplemente descontentos con la situación) para que éstos alzaran en armas a algún regimiento cuyo levantamiento provocara la sublevación de otras unidades militares y obligar así al rey a reconocer y jurar la Constitución de 1812.
Durante el Sexenio Absolutista (1814-1820) se había intentado volver al ejército estamental, «donde los empleos superiores eran desempeñados por los miembros de la nobleza, mientras que la tropa provenía de la recluta forzosa, los voluntarios y los condenados por tribunales al servicio militar».  Se habían anulado las reformas introducidas por las Cortes de Cádiz que habían dado paso a la formación de un ejército nacional «basado en el ciudadano como soldado de la nación, incluido tanto en el ejército permanente como en la milicia nacional». Concretamente se había abolido el decreto de 8 de agosto de 1811 que había permitido el libre acceso de cualquier ciudadano a los colegios y academias militares y a las plazas de cadete por lo que dejó de ser un privilegio de la nobleza. Por otro lado, la propia dinámica de la Guerra de la Independencia también había contribuido a la ruptura de las estructuras del ejército estamental existente en 1808 ya que en la guerrilla el mando de tropas ya no era un privilegio nobiliario y la mayoría de los jefes de las partidas provenían del pueblo llano, como Espoz y Mina, Porlier o «el Empecinado».
La anulación de las reformas introducidas por las Cortes de Cádiz provocó el descontento de muchos oficiales, a lo que se sumó el retraso en las pagas de sus salarios  (a veces tuvieron que aceptar rebajas para obtener un pago regular) y las nulas perspectivas de ascenso debido a la abundancia de oficiales provocada por la guerra. Además los miles de oficiales sin empleo achacaron su situación a la política de los secretarios del Despacho de Guerra que relegaba a los que procedían de la guerrilla, a los que habían ascendido desde soldados y a los que eran tenidos por liberales. Así pues, «muchos oficiales se hicieron receptivos a las ideas liberales como consecuencia de la política absolutista que fue enajenando muchos de sus apoyos. Las dificultades económicas y de ascenso hicieron el resto», ha afirmado Víctor Sánchez Martín. La quiebra de la Hacienda obligó a sucesivas reducciones de los efectivos militares. La última tuvo lugar en junio de 1818, y las autoridades absolutistas aprovecharon de nuevo la ocasión para que los oficiales que se quedaban sin empleo fueran mayoritariamente los que procedían de la guerra.
Entre 1814 y 1820 se produjeron seis pronunciamientos (los 5 primeros fracasaron) hasta que el último (el de Riego) triunfó. El primero se produjo en Navarra en septiembre de 1814 y estuvo encabezado por el héroe de la guerrilla Francisco Espoz y Mina, que al no conseguir tomar Pamplona huyó a Francia. El segundo tuvo lugar en La Coruña en septiembre de 1815 y lo encabezó otro héroe de la guerra, el general Juan Díaz Porlier, que fue sentenciado a muerte y ahorcado. En febrero de 1815 fue descubierta la preparación de un pronunciamiento (conocido como "La conspiración del Triángulo") encabezado por un antiguo militar de la guerrilla, Vicente Richart, que fue condenado a muerte y ejecutado en la horca, junto con su compañero Baltasar Gutiérrez. En abril de 1817 tenía lugar en Barcelona el cuarto intento (esta vez con una amplia participación burguesa y popular) encabezado por el prestigioso general Luis Lacy, que fue juzgado y ejecutado. El 1 de enero de 1819 se produjo el quinto pronunciamiento, esta vez en Valencia, encabezado por el coronel Joaquín Vidal, y que terminó con la ejecución en la horca de éste y de otros doce implicados no militares, entre los que se encontraban los conocidos burgueses de la ciudad Félix Bertrán de Lis y Diego María Calatrava. Víctor Sánchez Martín ha señalado que si bien el objetivo de los pronunciamientos era acabar con el absolutismo, no todos se proponían restablecer en su integridad la Constitución de 1812. El de Porlier pretendía que se convocaran Cortes extraordinarias para modificar la Constitución y el de Vidal defendía establecer un régimen constitucional distinto al de 1812 y con Carlos IV (desconocía que acababa de morir en Nápoles) en el trono. Por el contrario el de Lacy era inequívoco: se refería a «la Constitución». Lo mismo que el de Riego.

### La gran expedición de Ultramar
La sublevación encabezada por Rafael de Riego ocurrió el 1 de enero de 1820 en Las Cabezas de San Juan con la finalidad de restaurar la constitución de 1812 apoyado por las tropas del ejército destinado sofocar definitivamente la rebelión de las colonias españolas de América. Era la gran expedición de Ultramar, también llamada la Gran Expedición o «"expedición grande" a Ultramar».
Después de serias dificultades para organizar el ejército de Pablo Morillo en 1815 para sofocar las rebeliones en América, las condiciones eran aún peores para enviar un segundo ejército en 1820. Respecto de esta primera gran fuerza, tradicionalmente se sostiene que iba a ser enviada originalmente contra Buenos Aires pero la caída de Montevideo, bastión español en el Río de la Plata, los éxitos revolucionarios en Venezuela y las Nueva Granada, la mayor cercanía geográfica de Istmo de Panamá en peligro de invasión y la importancia económica del Perú, que quedaría aislado en el Pacífico, hicieron que el objetivo se cambiara a Cartagena de Indias.
Morillo zarpó de Cádiz el 15 de febrero de 1815 y el 9 de mayo el rey Fernando VII anunció mediante decreto que la flota iba contra Costa Firme, se enviarían más refuerzos a Panamá y Perú próximamente y que estaba preparándose una segunda expedición contra el Río de la Plata. Esta última sumaría veinte mil infantes, mil quinientos jinetes y su artillería correspondiente. Hasta que no llegó a Puerto Santo, cerca de Carúpano, en Venezuela, el 7 de abril la expedición causó terror, especialmente en Buenos Aires. Como noticias falsas y rumores iban y venían se llegó a creer que iba hacia Perú y Chile.
Desde mediados de 1816 se empezó a organizar la segunda fuerza bajo la dirección del ministro de Marina, José Vázquez de Figueroa, pero el proyecto languidece. El 2 de noviembre de 1816 el brigadier Francisco Mourelle eran nombrado comandante general de las fuerzas navales de la expedición. Transcurridos dos años desde la expedición de Morillo, los malos resultados de la guerra habían cambiado la opinión del gobierno, y el Consejo de Indias, el 9 de noviembre de 1816, dictaminó sobre el destino de la brillante y costosa expedición de Morillo, que enviarla a Venezuela (Montevideo se mantuvo como una farsa), en vez de reforzar México como punto más importante, fue un error que cambió el curso de la guerra, ya que los ingresos mexicanos representaban el noventa por cien del total de los caudales americanos al final del periodo colonial.

Parecía puesto en buen juicio que habiendo insurrección en ambas Americas y en territorios bastantemente apartados quando la Metropoli no puede atender asi misma, se contragesen todos los esfuerzos posibles al punto mas interesante y de un exito menos difícil que era la Nueva España. Con un Virrey de calidades á proposito, con oficiales diligentemente buscados, y con poca fuerza de tierra y de mar se habría pacificado en corto tiempo, y bien sostenido allí el orden publico, el gobierno ganaba un credito grande, el exemplo imponía en todas partes á los perturbadores, y el Reyno de Mexico, que de suyo es poderoso, era un apoyo para acudir á otros puntos. Lejos de esto se proyectó una expedición para el Rio de la Plata, que por su magnitud no pudo salir á tiempo, y cambiado el obgeto se dirigió á Venezuela. AGI, Estado 88.

En 1817 sólo se destinan algunos refuerzos a Perú y Chile que partieron al año siguiente en barcos rusos. Su compra a Rusia, por el Tratado de Madrid (1817) fue polémica porque entre la camarilla real que los compró no hubo oficiales de la Real Armada Española que verificaran las condiciones, estas eran precarias. Los navíos fueron catalogados de anticuados, ineficientes y en malas condiciones sanitarias y de navegación.
El proyecto de una gran expedición renació al llegar a Madrid las noticias del peligro que significó la pérdida de Chile en 1818. Primero, ya era imposible recuperar el Río de la Plata desde el virreinato peruano. Segundo, había quedado desguarnecida la costa del Pacífico hasta México. Tercero, el mismo virreinato peruano estaba amenazado y el rey hizo reunir de urgencia a su consejo privado, uno de sus miembros, Joaquín Gómez de Liaño, expuso la idea de enviar al menos 16 000 hombres a Buenos Aires. Sin embargo, la falta de recursos y las complicaciones causadas por la invasión luso-brasileña de la Banda Oriental (los portugueses podían terminar enfrentándose a la expedición) hicieron dar prioridad a los envíos de refuerzos a La Habana y Nueva España y naves de guerra a Lima, La Habana, Veracruz y Venezuela. Otro factor fue la presión de grupos de influencia para los que el Río de la Plata era una región marginal de la monarquía y se debía priorizar en defender el comercio con Nueva España y el Caribe. Finalmente, España comprendió tras el Congreso de Aquisgrán que no tendría el apoyo de las demás potencias europeas para mantener su imperio, de hecho, estos estaban más interesados en verlo colapsar.
La Gran Expedición fue organizada por el antiguo virrey novohispano y capitán general de Andalucía, Félix María Calleja del Rey. Sus fuerzas terrestres sumaban 20 200 infantes, 2800 jinetes y 1370 artilleros con 94 piezas de campaña, otras de menor calibre y abundante parque a finales de 1819 en Cádiz y la isla San Fernando pero poco después estallaba una epidemia de vómito negro. Había catorce escuadrones de caballería. El comandante de la expedición y del ejército era el Enrique José O'Donnell, conde de La Bisbal y español descendiente de irlandeses, quien era apodado «"virrey del Río de la Plata"». Algunas fuentes sostienen que O'Donnell había sido relevado por Calleja. Las fuerzas navales, al mando de Francisco Mourelle, que debían escoltar a los transportes eran cuatro navíos de línea, tres a seis fragatas, cuatro a diez bergantines, dos corbetas, cuatro bergantines goleta, dos goletas y treinta cañoneras. La tripulación se componía de 6000 marinos. El total de hombres se discute pero se habla de 14 000, 20 000, 22 000, o 25 000.

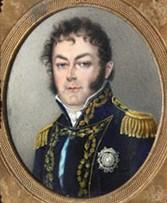
Juan Martin de Pueyrredón afirmó en Refutación a una calumnia (1829) que, como máximo dirigente de las autoproclamadas Provincias Unidas del Río de la Plata, había promovido y financiado el pronunciamiento de Riego.

Sobre el fracaso de la Gran Expedición la historiografía hispanoamericana, y singularmente la argentina, ha adjudicado «un gran protagonismo a los agentes americanos que participaron en el pronunciamiento de 1820» aunque el historiador español José María García León puntualiza que «en realidad, no está todavía bien determinado el papel que estos agentes jugaron en estos acontecimientos, así como su relación con la masonería». Este mismo historiador constata que en Cádiz residía Andrés Arguibel, «un potentado comerciante bonaerense» «partidario de la independencia de la provincia del Río de la Plata», que entró en contacto con el conde de la Bisbal. Bien por su discreción o por «el tremendo despiste de la autoridades españolas» sus actividades pasaron inadvertidas, lo contrario de lo que le sucedió a un rico comerciante peruano que sí fue investigado, aunque se comprobó que la acusación de que había recibido dinero desde Gibraltar resultó infundada, y a dos presuntos agentes independentistas americanos que fueron detenidos y desterrados de Cádiz.
Arguibel contó con la colaboración de otro comerciante del Río de la Plata afincado en Cádiz, Tomás Antonio de Lezica, y entre ambos contribuyeron al pronunciamiento de Riego «con mil pares de zapatos y doce mil duros». Nueve años después del pronunciamiento, en 1829, Juan Martin de Pueyrredón, explicó en Refutación a una atroz calumnia que él, como máximo dirigente de las autoproclamadas Provincias Unidas del Río de la Plata, había sido uno de los principales instigadores del pronunciamiento de Riego que había hecho fracasar la Gran Expedición de Ultramar preparada para acabar con las rebeliones independentistas de las colonias americanas. La Refutación era una respuesta a la «atroz calumnia» lanzada contra él por el nuevo embajador de Estados Unidos en España, Alexander Hill Everett, quien lo había acusado de connivencias con la metrópolis.
Pueyrredón afirmó que, entre otras medidas, para impedir que llegara a América la expedición, había extendido «considerable número de patentes de corso ofreciendo premio por cada transporte del comboy [sic] español que fuese apresado» y aseguró que había emprendido finalmente «la obra de insurreccionar el mismo ejército, que debía obrar nuestra ruina». Para ello se puso en contacto con Ambrosio Lecica, a fin de que este a su vez contactara con su hermano Tomás de Lezica, residente en Cádiz, «para iniciar sus relaciones con los gefes de aquel ejército». Pueyrredón continuaba diciendo: 

Sus contestaciones abrieron un campo risueño á mis esperanzas; y desde entonces se pusieron en juego los medios conducentes á este objeto. Los señores Dn. Tomas Lezica y Dn. Andrés Arguibel naturales de Buenos Aires y establecidos con crédito en la plaza de Cádiz fueron los agentes, que llevaron á su término aquella riesgosa empresa. Fueron facultados para invertir las sumas de dinero que fuesen necesarias; y autorizados para empeñar la responsabilidad del gobierno á todo lo que obrasen conducente al intento. La eficacia y destreza con que se manejaron apareció en el resultado. El ejército de la Isla de León se insurreccionó: la terrible expedicion que nos amenazaba se convirtió en daño del mismo que la formó: y la República Argentina se vió por este medio libre y triunfante de sus enemigos. ¡Honor eterno a los nombres de Lezica y Arguibel entre los amigos de la libertad!

Si hay quien pueda dudar de la exactitud de estos hechos, que lea la Memoria que escribió y publicó el general Quiroga uno de los primeros gefes de aquel ejército, y hallará comprobada la eficaz cooperación con que obró en aquella insurrección el gobierno de la República, y encontrará también que los auxilios de dinero dados por sus agentes facilitaron la ejecución de la empresa.

A partir de la Refutación de Pueyrredón, la historiografía hispanoamericana en general, y la argentina en particular, ha sostenido la tesis del importante papel que desempeñaron en el pronunciamiento de Riego los dos agentes independentistas rioplatenses y, desde Buenos Aires, Pueyrredón.
En 1877 el político e historiador argentino Bartolomé Mitre en su Historia de Belgrano y de la Independencia Argentina (1877) recogió los hechos aportados por la Refutación y añadió que el mismo Quiroga, en los primeros días del alzamiento, cuando se hallaban cerca de Cádiz unos barcos argentinos que establecieron comunicación con ellos, escribió en el boletín que editaban: «Nuestros hermanos de la América Meridional se juntarán á nosotros para la defensa de nuestra causa, y nosotros recibiremos de ellos poderosos auxilios». También aportó un expediente oficial en el que aparecían las cantidades pagadas por Tomás Lezica y Andrés Arguibel, a cargo de Ambrosio Lezica, y posteriormente cubiertas por el tesoro argentino.
El historiador español Demetrio Ramos Pérez, recoge la tesis de la historiografía argentina ―cita a José León Suárez y su Carácter de la revolución americana, publicado en 1919, y a José Miguel Torre Revello (1962)― en referencia a los pagos hechos «a la masonería gaditana» y «a los jefes de las unidades que habían de ir a América» por dos agentes rioplatenses dirigidos y financiados desde Buenos Aires por Juan Martín de Pueyrredón y por su sucesor al frente de las Provincias Unidas del Río de la Plata José Rondeau. El dinero porteño les llegaba a los dos agentes vía Gibraltar a donde viajaban con frecuencia desde Cádiz, donde residían. Sin embargo, Demetrio Pérez señala que la «causa de fondo» del pronunciamiento de Riego fue «el descontento de Ejército» que era «general y afectaba a todas las guarniciones» debido fundamentalmente a que «los oficiales no cobraban sus pagas, acumulando atrasos». Y como causas inmediatas apunta el «respaldo» que obtuvieron los implicados en la conjura entre los comerciantes de Cádiz descontentos por la paralización de sus negocios a causa de la guerras de independencia hispanoamericanas ―actividades de los corsarios incluidas―, y de la competencia del comercio británico en las colonias, y también al trabajo que hicieron los oficiales comprometidos entre las tropas, para lo que cita las Memorias inéditas de Ramón de Santillán:

demostrándolas [a las tropas] que los que se salvaran de los peligros de una larga navegación como era la de Buenos Aires, a donde la expedición se encaminaba, no podían alcanzar otra suerte que la que había cabido a la del general don Pablo Morillo en Costafirme, es decir, la muerte, tras de los más inauditos trabajos.

Unos historiadores afirman que el plan expedicionario era desembarcar cerca de Montevideo y apoderarse de la ciudad, donde probablemente aún habría apoyo a la causa española. Así contarían con una base estable en el Río de la Plata desde donde iniciar operaciones y conseguir el apoyo de realistas locales. Posteriormente una tropa se dirigiría contra Buenos Aires. Una vez pacificado el Río de la Plata la Gran Expedición avanzaría hacia Chile para luego auxiliar al Perú, que se hallaba asediado al norte por Bolívar y al sur por San Martín. La amenaza de la llegada de la Grande Expedición habría sido uno de los motivos por el que San Martín no embarcase al Perú desde Chile hasta septiembre de 1820.
El plan era muy similar al del virrey José Fernando de Abascal, quien en sus Memorias se lamentaba que la expedición de Morillo había sido enviada a Venezuela y Nueva Granada, en lugar del Río de la Plata. Según él, fue un error enviar tal fuerza a un lugar de clima tropical y pantanos, donde los soldados europeos pronto fueron diezmados por la malaria, fiebre amarilla y el resto de enfermedades tropicales. De haber seguido el plan original hubieran ido a una región con un clima similar al propio, apoyadas por ofensivas peruanas en Charcas y Chile. Después hubieran ido por mar hacia Quito, para penetrar desde el sur en los altiplanos de Bogotá y finalmente acabar en las tierras tropicales de Cartagena y Venezuela.
Otros historiadores afirman sin embargo que la "Grande Expedición" iba dirigida esta vez sobre México, asegurando lo más valioso de la monarquía, señalando el Río de la Plata como otro montaje para el engaño, tal como pasó con la Expedición de Morillo a Venezuela.

Fernando VII vuelve al tema antiguo de subyugarnos, y prepara una grande expedición que llama "de Buenos Aires"; tal fue la voz que esparció, é hizo creer aun á los mismos argentinos preparándolos para su defensa; pero en realidad era para el reino de México. Su camarilla secreta le había representado que siendo esta parte lo mas precioso de la monarquía por sus riquezas, población y mayor proximidad á España, debería asegurarla á toda costa, dejando al tiempo que aferrada esta presa por medio de ella, misma se asegurasen las demás posesiones de ambas Américas. Persuadido de esta verdad Fernando confió la expedición á Calleja honrándolo antes con el título de conde de Calderon, como la persona, mas á propósito para realizar la empresa por sus conocimientos de este país.

## El pronunciamiento

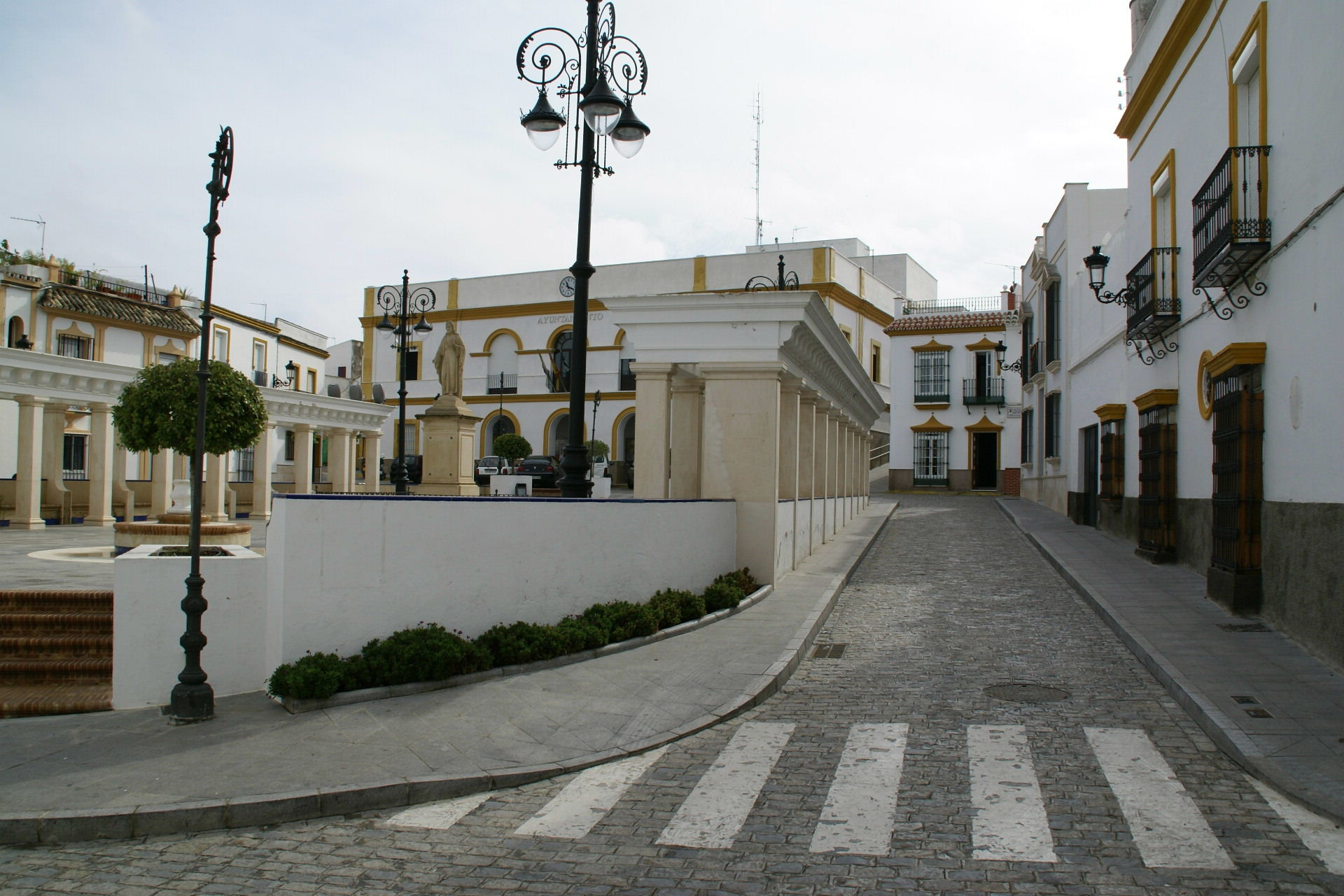
Plaza de la Constitución de Las Cabezas de San Juan, con el Ayuntamiento al fondo. Fue el lugar donde inició el teniente coronel Rafael del Riego su pronunciamiento el 1 de enero de 1820. En aquel momento la localidad tenía unos 2800 habitantes.

Los liberales de Cádiz (los más moderados agrupados en torno de la logia "El soberano capítulo", que se reunía en la casa de Francisco Javier de Istúriz, y los más radicales integrados en la logia "El taller sublime", fundada y presidida por Antonio Alcalá Galiano) intentaron que algún oficial del cuerpo expedicionario acantonado entre Sevilla y Cádiz —una epidemia de fiebre amarilla había obligado a la dispersión de la tropa— a la espera de ser embarcado para sofocar las sublevaciones en las colonias de América encabezara un pronunciamiento para restablecer la Constitución de 1812. Entre las tropas se había ido extendiendo el malestar ante la perspectiva de una dilatada campaña, por el reclutamiento obligado y por las precarias condiciones de vida, agudizadas por una epidemia de fiebre amarilla.
Los conspiradores contactaron con el comandante de caballería Sarsfield pero éste los delató al conde de la Bisbal, jefe del cuerpo expedicionario, lo que condujo a que los militares implicados fueran detenidos el 15 de julio en El Palmar de El Puerto de Santa María. Otras versiones culpan al propio conde de la Bisbal, que debía haber encabezado el rompimiento revolucionario, de haber traicionado a los conjurados. La traición del conde de La Bisbal sería conocida como la sorpresa del Palmar.
Las autoridades absolutistas solo consiguieron detener a una parte de los conjurados de El Palmar por lo que la trama siguió activa. Con uno de los militares comprometidos que no habían sido arrestados, el teniente coronel Rafael del Riego, contactaron Alcalá Galiano y Juan Álvarez de Mendizábal y la noche del 27 al 28 de diciembre los tres la pasaron preparando un alzamiento y redactando los primeros manifiestos. El plan que elaboraron, en el que se implicaron otros oficiales, consistía en la convergencia de tres fuerzas militares sobre la ciudad de Cádiz para tomarla y proclamar allí la Constitución. Al frente del 2º batallón del Regimiento de Asturias desde Las Cabezas de San Juan y del Regimiento de Sevilla desde Villamartín Riego avanzaría hacia Arcos de la Frontera donde se encontraba el capitán general, conde de Calderón, para detenerlo. La segunda fuerza acantonada en Alcalá de los Gazules y al mando del coronel Antonio Quiroga —donde estaba detenido desde los sucesos de El Palmar—, más las que se encontraban en Medina Sidonia, marcharían hacia San Fernando para arrestar al capitán general Cisneros y continuar hacia Cádiz. La tercera fuerza, al mando de Miguel López de Baños, partiendo de Osuna quedaría a la expectativa cerca de Bornos, para converger finalmente sobre la capital gaditana.
Rafael del Riego cumplió con el plan previsto. Salió el 1 de enero de 1820 de Las Cabezas de San Juan en medio de un fuerte aguacero. Llegó a Arcos de la Frontera y allí detuvo al capitán general, conde de Calderón, e instaló su cuartel general. Pero Quiroga se retrasó porque no confiaba en sus hombres y hasta el día 3 de enero no se apoderó del Arsenal de La Carraca en San Fernando y después no se decidió a avanzar de inmediato hacia Cádiz, tal como estaba previsto, lo que dio tiempo al gobernador de la ciudad Alonso Rodríguez Valdés a organizar su defensa. Mientras tanto Riego, siguiendo con el plan, llegaba al Puerto de Santa María el 5 de enero. Allí se le unieron los oficiales detenidos por los sucesos de El Palmar que habían escapado del castillo de San Sebastián (Cádiz): Demetrio O'Daly, Felipe Arco Agüero, los hermanos Santos y Evaristo San Miguel, Ramón de Sabra y Rafael Marín. Al mismo tiempo fracasaba el levantamiento constitucionalista en la ciudad de Cádiz encabezado por el coronel Nicolás de Santiago Rotalde previsto para las tres de la tarde del día siguiente 6 de enero. Como ha destacado Alberto Gil Novales, «Riego realmente no era más que un eslabón en la trama conspiratoria y ni siquiera el más importante: por su grado, el coronel Quiroga era superior. Pero Riego tuvo el valor de ser el primero y de obrar con éxito en el reducido ámbito de Las Cabezas; mientras otros cautamente esperaban a ver el resultado de los acontecimientos, antes de aparecer a plena luz como revolucionarios, o simplemente fracasaban en su cometido».
Para sublevar a las tropas acantonadas en Las Cabezas de San Juan Riego les lanzó en ese autoproclamado «primer cantón constitucional del Ejército Nacional y Español Patriótico» la siguiente arenga a favor de la Constitución de 1812 —de esta forma Riego se pronunció, de ahí el término «pronunciamiento» que nació entonces—:

Soldados, mi amor hacia vosotros es grande. Por lo mismo yo no podía consentir, como jefe vuestro, que se os alejase de vuestra patria, en unos buques podridos, para llevaros a hacer una guerra injusta al nuevo mundo (…). España está viviendo a merced de un poder arbitrario y absoluto, ejercido sin el menor respeto a las leyes fundamentales de la nación. El rey, que debe su trono a cuantos lucharon en la guerra de la Independencia, no ha jurado, sin embargo, la Constitución; la Constitución, pacto entre el monarca y el pueblo, cimiento y encarnación de toda nación moderna. La Constitución española, justa y liberal, ha sido elaborada en Cádiz entre sangre y sufrimiento. Mas el rey no la ha jurado y es necesario, para que España se salve, que el rey jure y respete la Constitución de 1812, afirmación legítima y civil de los derechos y deberes de los españoles, de todos los españoles, desde el Rey al último labrador. [...] Sí, sí, soldados, la Constitución. ¡Viva la Constitución!

Uno de los oficiales que asistió a la reunión previa a la proclamación de la Constitución en Las Cabezas de San Juan dejó transcribió posteriormente lo que les dijo Riego:

Yo, aunque joven, cuento con más años que ustedes. Conozco el precio de la libertad, pero no olvido el de la sangre humana. El sagrado fuego patrio que anima mi pecho es grande.. Sin embargo, amigos míos, no sirva la exaltación para hacer locuras. [...] A nosotros sólo nos toca reponer a la nación en sus antiguos derechos; y tan sólo con ese objeto debemos usar la fuerza que tenemos en las manos. De otro modo, no mereceríamos el título de hombres libres, porque habríamos dejado de ser virtuosos. [...] Los hombres de todas las naciones, de todas las religiones, de todos los colores, verán que la justicia preside nuestra marcha; y los pueblos todos, lejos de recriminar nuestro arrojado alzamiento, nos colmarán de sus bendiciones. Templemos, pues, el ardor juvenil y preparémonos para grandes sacrificios.

Por otro lado, Riego estaba convencido de que la guerra no era la solución para acabar con la sublevación de los territorios americanos, sino la Constitución de Cádiz. Se trataba de «una guerra inútil, que podría fácilmente terminarse con solo reintegrar en sus derechos a la nación española. La Constitución, sí, la constitución, basta para apaciguar a nuestros hermanos de América», les había dicho a sus hombres.

Mapa del pronunciamiento de Riego. La línea negra muestra el recorrido que hicieron las tropas sublevadas desde Las Cabezas de San Juan. Aparecen también las ciudades de fuera de Andalucía cuyas guarniciones se fueron sumando al pronunciamiento.

Por su parte el coronel Quiroga hizo pública el 7 de enero en San Fernando una proclama a favor de la Constitución y en contra del absolutismo que acababa así:

Las luces de la Europa no permiten ya, señor, que las Naciones sean Gobernadas como posesiones absolutas de los Reyes. Las leyes son de las naciones y los reyes son reyes porque así lo quieren las naciones. Las luces han vuelto.

Mientras Quiroga continuaba resistiendo en La Carraca —a sus soldados les había dicho que el objetivo de la acción era acabar con «un Gobierno arbitrario, tiránico, que a su antojo dispone de las propiedades, de las vidas y de la libertad de los infelices españoles»—, el 27 de enero Riego encabezó una expedición por Andalucía con una fuerza formada por unos 1500 o 1600 hombres. Marchó hacia Chiclana de la Frontera, Conil, Vejer, Tarifa, Algeciras y Alcalá de los Gazules, perseguido por tropas realistas mandadas por Enrique José O'Donnell. Este les alcanzó en Marbella donde hubo un enfrentamiento que causó importantes bajas entre las tropas de Riego. A pesar de todo continuó hacia Málaga —cuyas autoridades habían abandonado la ciudad y las calles se encontraban desiertas— y después a Córdoba. Camino de esta última ciudad —a donde llegará el día 7 de marzo—, se produjo el 4 de marzo un nuevo enfrentamiento en Morón de la Frontera con las fuerzas de O'Donell. Según contó tres años después el propio O'Donnell en un relato publicado por el periódico ultrarrealista El Restaurador , «esta acción le hizo perder [a Riego] más de 500 hombres entre muertos, heridos, prisioneros y los muchos desertores de todas clases que tuvo en su fatal retirada». El 8 de marzo, continúa relatando O'Donnell, «las reliquias de la división enemiga, que se habían metido en Sierra Morena, se reducían ya a unos 270 hombres en total, comprendidos muchos heridos y espeados que llevaban en caballerías para poder huir más aprisa, y reducidos a un estado de nulidad absoluta».
Riego se dirigió entonces a Extremadura por Fuente Obejuna y en Bienvenida —ya solo le seguían unos cincuenta soldados y oficiales— decidió disolver la unidad con el propósito de pasar a Portugal al considerar que la causa estaba perdida. Era el 11 de marzo. Lo que Riego y sus hombres no sabían es que dos días antes el rey Fernando VII había jurado la Constitución en el salón del trono del Palacio Real, y que, por tanto, su pronunciamiento, en realidad, había triunfado. Lo que había sucedido es que Fernando VII había aceptado restablecer la Constitución después de que el gobierno absolutista hubiera sido incapaz de sofocar las sublevaciones de varias guarniciones de la periferia que habían seguido el ejemplo de Riego. «Riego no había derrotado el régimen, había demostrado su incapacidad y había dado tiempo a que cuajara una nueva secuencia de pronunciamientos».
Durante la difícil y larga marcha de casi dos meses por Andalucía, «recorriendo los caminos embarrados de una Andalucía que estaba sufriendo un invierno de nieves y frío», y que en absoluto fue un paseo militar, Riego y sus hombres fueron proclamando la Constitución de 1812, deponiendo a las autoridades absolutistas e imponiendo inevitablemente contribuciones —su situación económica era desesperada— en las localidades que atravesaban. En algunos lugares se celebraron fiestas en honor de la Constitución (en Algeciras Riego ordenó que «esta tarde se corran dos toros en el sitio acostumbrado»). Para mantener alta la moral uno de los oficiales, el futuro general Evaristo Fernández de San Miguel, compuso a petición de Riego un himno patriótico que pronto sería conocido como el Himno de Riego (que ciento once años después volvería a ser popular en España durante la Segunda República). El estribillo decía:

Soldados, la patria
 nos llama a la lid,
 juremos por ella
 vencer o morir.

## La derrota de los absolutistas: Fernando VII jura la Constitución
Cuando recibieron la noticia de la sublevación en favor de la Constitución de una parte de las tropas que iban a embarcar hacia América, las autoridades absolutistas, tras un primer momento de desconcierto, confiaban en sofocar rápidamente la rebelión, sobre todo después de saber que la ciudad de Cádiz no se había sumado a ella. Así se lo aseguró al rey desde Ronda el ministro Juan Escoiquiz el 11 de enero: «que no pase este mes sin que la cosa esté enteramente concluida». Aunque no se consiguió acabar con la rebelión en la corte continuó el optimismo, pero la situación cambió cuando llegó la noticia de que el 21 de febrero la guarnición de La Coruña se había sublevado y jurado la Constitución y que días después le habían seguido Ferrol, Vigo y Murcia. El pronunciamiento de La Coruña había sido obra de civiles y de militares al mando del coronel Félix Álvarez Acevedo y allí tras proclamar la Constitución habían formado una Junta presidida por el exregente Pedro Agar, «entre tanto que no es conocida la declaración de las demás Provincias de la monarquía, y que de acuerdo con todas, no constituyan el Gobierno Soberano de la Nación sin convocar Cortes». Dos días después, el 23 de febrero, el pronunciamiento se había extendido a Ferrol y Vigo y después a Pontevedra, Lugo y el resto de Galicia. Cuando las tropas liberales entraron en Santiago de Compostela el 25 la cárcel de la Inquisición fue asaltada y todos los prisioneros liberados, un hecho que se repetirá en muchas localidades conforme vaya triunfando la revolución. El 29 era Oviedo donde también se formaba una Junta Revolucionaria que asumía el poder sobre toda Asturias.
La respuesta de Fernando VII fue convocar una junta presidida por el infante don Carlos cuyas propuestas fueron recogidas en un real decreto promulgado el 3 de marzo. En él el rey se mostraba dispuesto a atajar los «males» de la monarquía, de los que, sin embargo, no se hacía responsable («unos no han estado en la previsión del Gobierno precaverlos y otros son nacidos de circunstancias pasadas»). En el real decreto se anunciaba la remodelación del Consejo de Estado para convertirlo en un organismo auxiliar de las Secretarías del Despacho y ordenaba además que las diversas corporaciones, e incluso individuos, presentaran por escrito al Consejo de Estado, «libre y reservadamente», «todo lo que de útil juzguen al bien de mis pueblos en ambos hemisferios y al lustre y mayor brillo de mi corona».
Pero el real decreto llegó tarde porque al día siguiente, el 4 de marzo, el conde de la Bisbal, recién nombrado jefe del ejército destinado sofocar la rebelión de Riego, se «pronunció» en Ocaña (Toledo) a favor de la Constitución. El día 5 tenía lugar en Zaragoza un acto similar, nombrándose una Junta Superior Gubernativa presidida por el marqués de Lazán. Los sublevados demandaban al rey que se uniera «a la voluntad general de sus pueblos, convocando las Cortes Generales del reino para el acierto de las deliberaciones que salven nuestra patria». En los días siguientes se sumaron Tarragona, Segovia, Barcelona y Pamplona.
El desconcierto y pesimismo que causaron en la corte estas noticias fue considerable. El 6 de marzo el rey convocaba las Cortes estamentales, «con arreglo a la observancia de las leyes fundamentales que tengo juradas» —mientras en Madrid comenzaban las protestas—, pero al día siguiente, 7 de marzo, ante la agitación que recorría las calles de Madrid en favor de la Constitución y que había llegado a las puertas del Palacio —y en contra del consejo que le había dado su hermano don Carlos: «Si V.M. por las dificultades se ve obligado a admitir o las Cortes de Cádiz o su constitución, el trono de V.M. vacilará y con él el Altar», con el que en realidad estaba de acuerdo—, Fernando VII rectificaba y de nuevo mediante un real decreto mostraba su disposición a jurar la Constitución: «siendo la voluntad del pueblo, me he decidido a jurar la Constitución promulgada por las Cortes generales y extraordinarias en el año 1812». Contó Ramón Mesonero Romanos que aquel día «lanzáronse a la calle, con un alborozo, una satisfacción indescriptible, todas las personas que representaban la parte más culta y acomodada de la población».
Como ha destacado Emilio La Parra López, «volvían aquella Constitución y aquellas Cortes que el 4 de mayo de 1814 había ordenado el rey quitar de en medio del tiempo. También retornaba el lenguaje de la revolución. Fernando VII justificaba la jura de la Constitución porque ésa era "la voluntad del pueblo"». «Comenzaba la segunda experiencia liberal en España», ha subrayado Alberto Gil Novales. Uno de los motivos que finalmente le llevó al rey a dar ese paso fue saber que —según le informó el general Francisco Ballesteros, recién nombrado jefe del Ejército del Centro— las tropas de Madrid, e incluso la Guardia Real, estaban a favor de la Constitución.

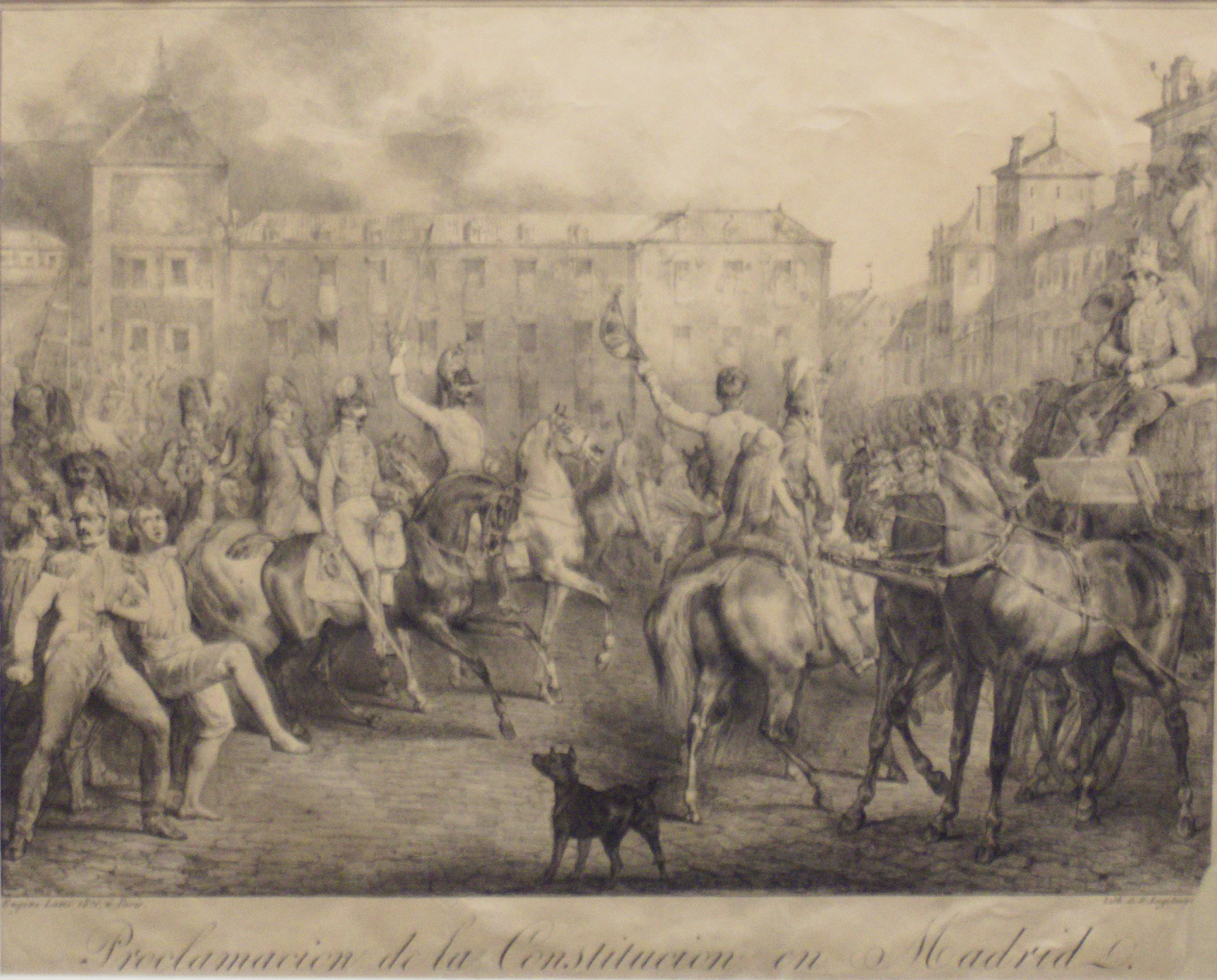
Proclamación de la Constitución en Madrid.

Cuando el 8 de marzo la Gaceta de Madrid publicó el decreto en el que figuraba la decisión del rey de jurar la Constitución y se conoció la orden que había dado de que fueran puestos en libertad los presos por «opiniones políticas» y se permitiera la vuelta de los desterrados y exiliados por el mismo motivo, un grupo de ciudadanos cambió el nombre de la Plaza Mayor por el de la Constitución y a continuación organizó una procesión cívica portando el texto constitucional. Casi al mismo tiempo era asaltada la cárcel de la Inquisición y sus presos liberados. Al día siguiente, 9 de marzo, el rey presionado por los amotinados aceptó la reposición del Ayuntamiento constitucional destituido en 1814 y sus miembros, más seis comisionados nombrados por los ciudadanos madrileños, se presentaron en el Palacio Real arropados por la multitud, lo que obligó a Fernando VII a jurar en el salón del trono la Constitución (el juramento formal tendría lugar en julio ante las Cortes recién elegidas, como establecía la Constitución). Ese mismo día 9 el rey abolía la Inquisición —pasando las causas por opiniones religiosas a la jurisdicción de los obispos— y nombraba una Junta Provisional Consultiva, en sustitución del Gobierno, presidida por el cardenal Borbón, que ya encabezó la regencia constitucional en 1814, y con el general Francisco Ballesteros, como vicepresidente, que sería quien tomaría las principales decisiones. «Finalmente el rey tuvo que prescindir de algunos de sus hombres de confianza vinculados estrechamente a la camarilla, una medida que servía para salvar al rey tras la revolución y para construir la explicación oficial de lo sucedido: no era el rey sino sus malos consejeros los que habían conducido al país hasta aquella situación, lo que hacía posible que, tras la revolución, el monarca siguiera ocupando el trono sin tener que asumir responsabilidades por el pasado». Así, el marqués de Mataflorida o el duque de Alagón tuvieron que abandonar la corte.

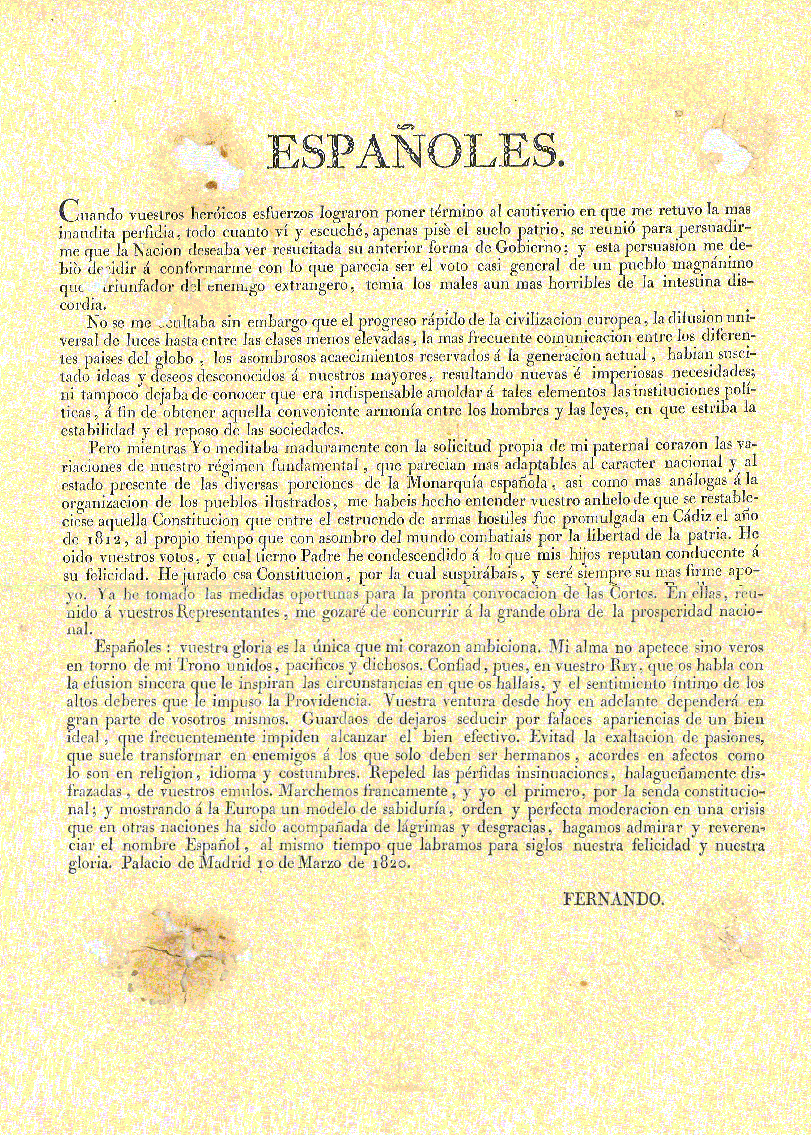
Manifiesto del rey Fernando VII hecho público el 10 de marzo de 1820 en el que comunica a los «españoles» que el día anterior ha jurado la Constitución de Cádiz.

El 10 de marzo el rey hacía público un Manifiesto a la Nación en el que anunciaba que había jurado la Constitución, de la que sería «siempre su más firme apoyo». El manifiesto terminaba con un párrafo que se haría célebre (porque Fernando VII incumplió la promesa que aparecía en él y «casi al día siguiente de jurar la Constitución comenzó a actuar para derribarla»):

Me habéis hecho entender vuestro anhelo de que se restableciese aquella Constitución que entre el estruendo de armas hostiles fue promulgada en Cádiz el año de 1812, al propio tiempo que con asombro del mundo combatíais por la libertad de la patria. He oído vuestros votos, y cual tierno Padre he condescendido a lo que mis hijos reputan conducente a su felicidad. He jurado la Constitución por la cual suspirabais, y seré siempre su más firme apoyo. [..] Ya he tomado las medidas oportunas para la pronta convocación de las Cortes. En ellas, reunido a vuestros representantes, me gozaré de concurrir a la grande obra de la prosperidad nacional.[...] Marchemos francamente, y YO EL PRIMERO, POR LA SENDA CONSTITUCIONAL; y mostrando a la Europa un modelo de sabiduría, orden y perfecta moderación en una crisis que en otras Naciones ha sido acompañada de lágrimas y desgracias, hagamos admirar y reverenciar el nombre Español, al mismo tiempo que labramos para siglos nuestra felicidad y nuestra gloria.

Ese mismo 10 de marzo las tropas dispararon en Cádiz contra la multitud congregada en la plaza de San Antonio esperando la proclamación de la Constitución que se había anunciado el día anterior. Hubo «sobradas víctimas», según relató al día siguiente el general Juan Villavicencio. En cambio, en Madrid dos días después tuvo lugar una gran fiesta popular por toda la ciudad con ocasión de la inauguración oficial, en medio de un «inmenso concurso» y de una «completa tranquilidad», de la colocación de la lápida constitucional en la Plaza Mayor, rebautizada como Plaza de la Constitución. Se lanzaron sobre la multitud ejemplares impresos del «Manifiesto del rey a la nación», que según el periódico oficial, produjo «su lectura el mayor entusiasmo y las más expresivas demostraciones de gratitud por el lenguaje paternal con que su majestad ha dirigido la palabra a sus pueblos». «Quedó la impresión de que el monarca estaba de parte del nuevo orden», comenta el historiador Pedro Rújula. Fiestas y actos similares tuvieron lugar en muchas ciudades y pueblos, cuyas plazas mayores o del Ayuntamiento pasaron a denominarse Plaza de la Constitución, con lo que «se daba estado oficial al nuevo régimen y se consagraba el espacio público como marco y símbolo de las libertades recuperadas». En todos los casos entre repiques de campanas y músicas militares se dieron vivas a Rafael de Riego, «convertido ya en símbolo viviente de la nueva España constitucional».

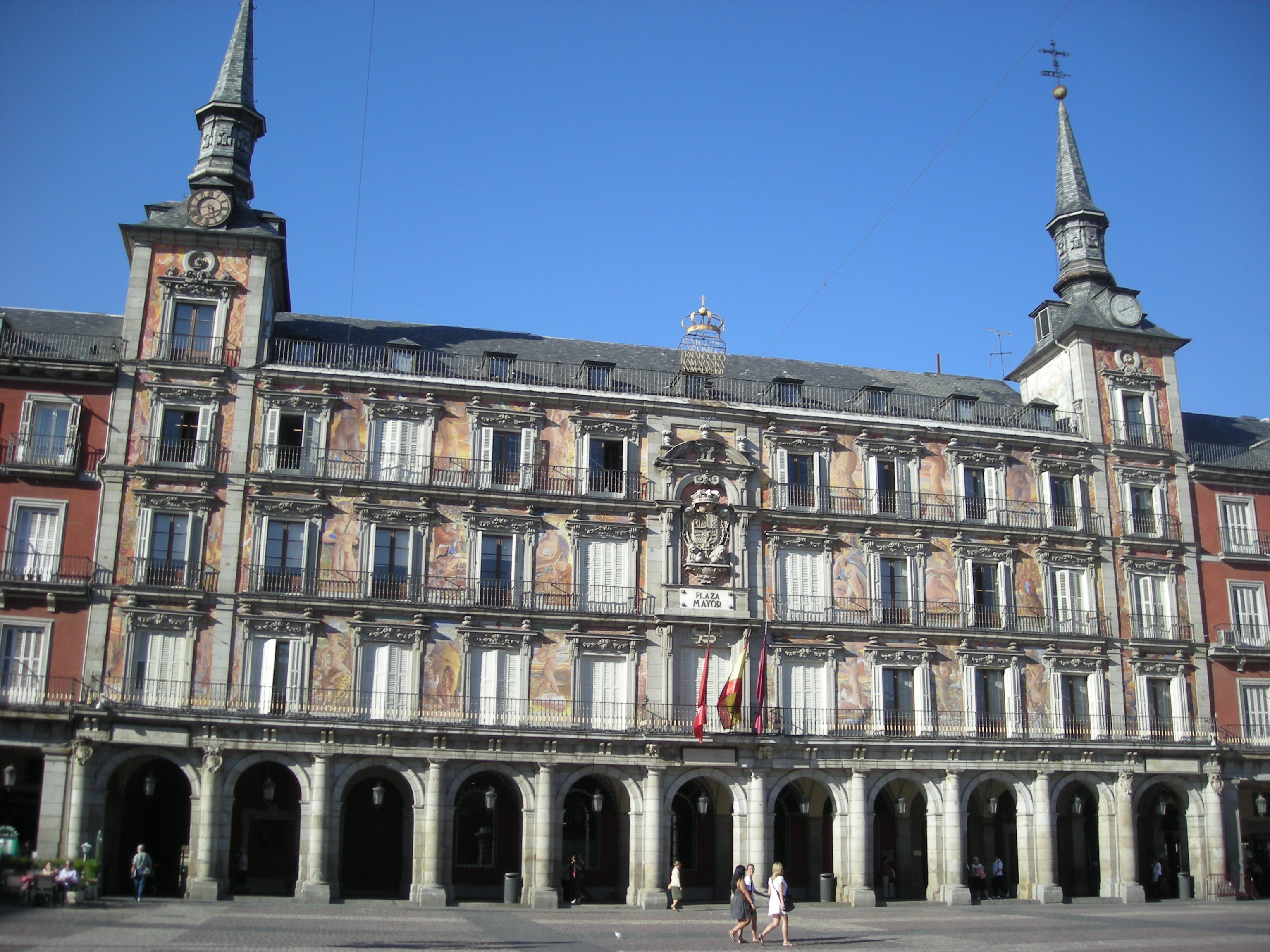
Casa de la Panadería, situada en el lado norte de la Plaza Mayor de Madrid, rebautizada como Plaza de la Constitución. El 13 de marzo fue colocada en su fachada la lápida de la Constitución, «ante la presencia de las autoridades, jefes militares, clero y corporaciones».

El mismo día 10 de marzo en que el rey hacía público su Manifiesto la multitud asaltaba los palacios de la Inquisición en Valencia, Sevilla, Barcelona y Palma de Mallorca (en esta última ciudad fue el propio obispo Pedro González Vallejo el que había acudido con un capitán y con un juez para cerrar el tribunal de la Inquisición y los expedientes y los libros prohibidos corrieron de mano en mano por los cafés y tertulias de Palma). Un día antes había ocurrido lo mismo en Zaragoza y el único preso de la cárcel inquisitorial fue puesto en libertad por orden de la Junta de Aragón. Según Francisco Javier Solans, los asaltos a las cárceles de la Inquisición desempeñaron el mismo papel simbólico de final del despotismo que la toma de la Bastilla de la Revolución Francesa, pues como la prisión real parisina «la Inquisición encarnaba la intolerancia, la arbitrariedad y la violencia del Antiguo Régimen». En muchos lugares los asaltos fueron seguidos de «mascaradas y procesiones con burros vestidos de negro que representaban a los inquisidores». También se representaron obras de teatro como La Inquisición en la que aparecía el propio Rafael del Riego liberando a un preso de la cárcel del Santo Oficio. El propio nuncio Giacomo Giustiniani fue consciente del descrédito de la Inquisición y comunicó a Roma el 17 de marzo que no iba a defenderla ya que «pudiera suceder que sufriese el prestigio de la Santa Sede y, por tanto, el de la religión, si esta se empeñase en acometer su defensa». Tampoco los obispos se manifestaron en contra de la disolución y ni siquiera lo hizo el propio inquisidor general Jerónimo Castillón y Salas, quien abandonó Madrid para marcharse con sus subordinados a su sede episcopal, Tarazona. Los obispos no se opusieron porque la orden provenía del rey y ya había sido refrendada por el Papa, pero también porque suponía reforzar su poder ya que eliminaba una jurisdicción eclesiástica en sus diócesis y además eran ellos los que asumían las funciones de censura de la Inquisición sobre los escritos religiosos según la ley de imprenta aprobada por las Cortes de Cádiz. De hecho algunos prelados se apresuraron a publicar edictos renovando las prohibiciones de los libros condenados por la Inquisición y la Santa Sede.
En todas partes se celebró la vuelta al régimen constitucional con festejos y colocación de lápidas constitucionales, que fueron acompañados de ceremonias religiosas, en especial Te Deums, seguidos de la publicación de pastorales en las que los obispos invitaban a sus feligreses a respetar la ley, lo que no dejó de ser advertido con ironía por algunos periódicos liberales que, como Miscelánea de comercio, artes y literatura, recordaban que los mismos prelados que ahora se presentaban como «apasionados de la constitución» «por espacio de seis años la han manifestado odio u aversión».
También se celebraron farsas carnavalescas en varias ciudades, como en Málaga, donde un muñeco que representaba el servilismo fue llevado a la plaza a palos para ser quemado entre responsos de «muchos liberales transformados en frayles [sic] de varias órdenes». Estas «liturgias grotescas» se reprodujeron al año siguiente. En Cádiz se celebró una procesión en honor de la Constitución iluminada con más de quinientos hachones y la comitiva la cerraba un carro de la limpieza que cargaba una estatua símbolo del servilismo. Vestía «traje asiático» y llevaba en una mano un puñal y en la otra una cadena rota y finalmente fue arrojada en un muladar. Para completar la sátira anticlerical en la procesión también iba llevado en andas «un ingenioso y chistoso andaluz» que imitaba la «farsa ridícula» de San Isidoro.

## Rafael del Riego, mito de la revolución liberal

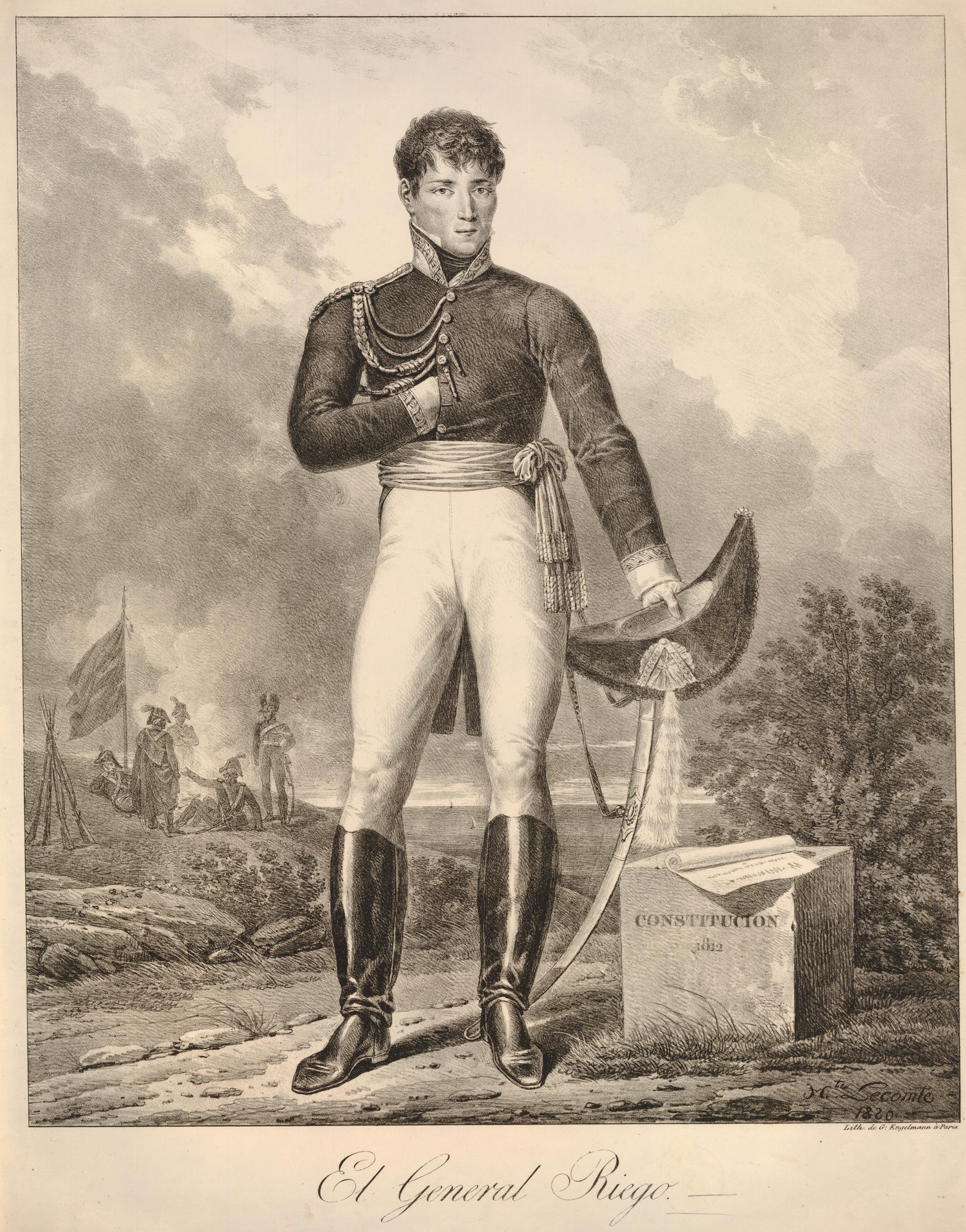
El general Riego (1820), por Hippolyte Lecomte.

Como ha destacado Juan Francisco Fuentes, tras el pronunciamiento que dio inicio al Trienio Liberal Rafael del Riego pasó de ser «un oscuro teniente coronel, de treinta y cinco años, al mando de un destacamento a punto de embarcar para América, a convertirse en símbolo viviente de la revolución liberal española». Tras enterarse el 13 de marzo de que el rey Fernando VII había aceptado jurar la Constitución, Riego, todavía convaleciente de sus heridas, se trasladó a Sevilla junto con los pocos oficiales que seguían con él y a los que camino de la capital andaluza se les unieron muchos paisanos y militares, algunos de ellos miembros de su expedición que habían sido apresados y acababan de ser liberados. El 20 de marzo junto con 2500 hombres llegó a Sevilla donde fue recibido como un héroe. Su retrato, pintado por el artista sevillano Antonio Bejarano, fue paseado en procesión por las calles.
Al día siguiente Riego enviaba una carta al rey en la que celebraba que hubiera podido rasgar «el velo que tejían los malvados» para ceder finalmente «a los impulsos de su corazón tan digno de un Padre de los Pueblos. Reciba V.M., por tan feliz mudanza los sentimientos de gozo inexplicable que rebosan en mi corazón y en el de los valientes de la columna de mi mando. [...] El mundo no verá desmentidos estos sentimientos, ni los del amor y respeto más profundo con que su Jefe ruega al cielo guarde la vida de S. M. dilatados años, para el bien y prosperidades de la monarquía constitucional».
Tras el recibimiento apoteósico de Sevilla se sucedieron los homenajes y las procesiones cívicas, en las que en muchas ocasiones se tocaba y cantaba la marcha compuesta por Evaristo San Miguel durante la expedición por Andalucía y que enseguida fue conocida como el Himno de Riego. El himno también formó parte de las funciones patrióticas que se organizaron, como la que se celebró en La Fontana de Oro de Madrid. En Cádiz, a donde Riego llegó a principios de abril, un grupo de personas desengancharon los caballos de su carruaje para tirar de él durante el recorrido por la ciudad. Poco después Riego, como otros de los militares sublevados, fue ascendido a general («Mi Rey es feliz, mi patria libre: este es todo mi premio», le escribió a Fernando VII intentando inútilmente rechazar su nuevo empleo).
Fue nombrado jefe del Ejército de la Isla, llamado así porque estaba acantonado en la Isla de León a la espera de embarcar para América, y cuando el Gobierno lo disolvió Riego fue nombrado Capitán General de Galicia, cargo que no llegó a ocupar porque el Gobierno moderado le acusó de haber participado en un acto en Madrid en el que además del Himno de Riego se había cantado la canción «subversiva» Trágala, y lo desterró a Oviedo. Riego intentó defenderse en las Cortes pero allí los moderados insinuaron que era «republicano». Como ha destacado Juan Francisco Fuentes, «al mito del "héroe de las Cabezas" se añadía así por primera vez el aura de mártir de la libertad». Finalmente el gobierno rectificó y nombró a Riego Capitán general de Aragón y las Cortes aprobaron concederle una pensión de ochenta mil reales por su gesta de Las Cabezas de San Juan que Riego rechazó tajantemente, mostrando que, como reconoció un adversario suyo, Antonio Alcalá Galiano, era «desinteresado en cuanto a provechos».
Como han destacado Ángel Bahamonde y Jesús Antonio Martínez, Riego «pasó a convertirse en el primer gran héroe de la revolución y a quedar asociado con el ideal liberal. Personaje mítico que capitalizaría las señas de identidad del impulso liberal a través de múltiples expresiones populares, como el himno, y que pasaría al acervo de la cultura liberal y de las revoluciones posteriores». Por su parte Juan Francisco Fuentes ha destacado que «desde el liberalismo progresista del siglo xix hasta el anarcosindicalismo y el comunismo en el siglo xx, pasando, claro está, por el republicanismo, el general Riego ha nutrido un abigarrado universo de símbolos y sentimientos de la izquierda republicana y obrera y de la democracia española en general».
El mito de Riego también se extendió fuera de España. Un año después de su muerte el exiliado liberal español Félix Mejía publicaba en Filadelfia No hay unión con los tiranos, morirá quien lo pretenda, o sea: la muerte de Riego y España entre cadenas. También en 1824 el gran poeta ruso Alexander Pushkin le dedicaba un poema a Riego, mientras que en una librería del centro de Moscú se exhibían los retratos de Riego y de Antonio Quiroga. En 1825 se estrenaba en Londres la tragedia de H.M. Milner titulada Spanish Martyrs or Death of Riego!. A principios de ese mismo año la Gazetta di Genova daba la noticia de que un tambor mayor del ejército español estaba siendo juzgado por haber hecho tocar el Himno de Riego a la banda de su regimiento «y eso en pleno día». El mismo periódico informaba dos meses después de que había sido condenado a la pena capital un hombre por haber gritado «muerte al rey, a sus ministros, a la reina y viva Riego». Victor Hugo mencionó a Riego en Les Misérables.

## La impugnación del mito: la versión tradicionalista
Como ha afirmado Manuel Moreno Alonso, frente al empeño de los republicanos españoles de convertir a Riego en un mito, permanecería entre sus contrarios hasta el siglo xx «la versión irreconciliable de los antiguos absolutistas y nuevos tradicionalistas». Así, al poco de proclamarse la Segunda República, intelectuales derechistas como Álvaro Alcalá Galiano o José María Lamamié de Clairac denunciaron la tendencia. Este último, por ejemplo, se indignó en el Congreso de los Diputados por el hecho de que en las Misiones Pedagógicas se equiparase a «los grandes hombres de nuestra historia» con Riego y las «esencias del régimen republicano».
Desde el siglo anterior había habido, por parte del sector reaccionario, duras críticas hacia la sublevación de Riego, a quien echaban las culpas de que España hubiera perdido la mayor parte del continente americano, así como de los excesos revolucionarios del Trienio Liberal, achacando además el pronunciamiento a la actuación de las sociedades secretas conjuradas con los independentistas de Hispanoamérica. Ya durante la primera guerra carlista, con motivo de la erección de un monumento a Riego en Sevilla en 1835, los partidarios del infante Carlos María Isidro se asombraban de que los liberales pudieran tenerlo por héroe y patriota y en su Gaceta Oficial afirmaban:

¡Estaba reservado á este siglo de iniquidad el calificar de heroismo la insurreccion criminal de la insubordinada soldadesca! ¡Llamar héroes, y erigir estatuas á los que promovieron, y ejecutaron un crímen, que en todos los siglos, y en todas las naciones fue siempre mirado, como el mas horrendo, y castigado con la pena capital! ¡Rendir homenages honoríficos á unos soldados cobardes, que por no embarcarse para América y exponerse á los peligros de aquella guerra, prefirieron el partido de la sedicion, haciendo perder á su pátria sus inmensas colonias, despojando al REY de su autoridad, y sembrando por todas partes la desolacion y el desórden! Y ¿estos son los héroes de la culta España? ¿Y su memoria quiere perpetuarse en los mármoles y bronces? ¡En que siglo vivimos! ¡Son estos los frutos de la tan ponderada filosofía! ¡Pobre humanidad!

Algunas décadas más tarde, el historiador ultramontano Vicente de la Fuente afirmó que era una «verdad innegable» que Riego había recibido pagos de los independentistas de América y, aunque reconoció no tener todavía pruebas de ello, puso como indicios que el diplomático liberal y masón José Presas, que vivió y narró los sucesos, hubiese residido en América y estuviese relacionado en España con americanos, así como el hecho de que destacase el miedo de los soldados a embarcar: «graves debían de ser [las causas verdaderas y ocultas] cuando echó sobre Riego y demás insurrectos la nota de cobardes, para disimular la de ganados por dinero». En palabras de Vicente de la Fuente:

Que el mal llamado glorioso alzamiento de Cádiz, en 1.º de Enero de 1820, fué un acto de baja cobardia, traicion, inmoralidad y cohecho, pagado por los americanos para sostener su rebelion, y manejado esclusivamente por las sociedades secretas, es otra verdad innegable. Claro está que no lo reconocieron ni reconocerán como tal sus fautores, ni los que de él se aprovecharon y siguen aprovechándose; no habian de tener tan poca vergüenza que lo dijeran por lo claro, pero lo dice y dirá la historia, que en este asunto ha hecho ya no poca luz.

La Fuente destacó asimismo que ni un solo paisano se habría unido a los sublevados, cuestionando así que se tratase de una rebelión popular. Según este autor, «el pueblo, el verdadero pueblo, sediento de reposo, ni la esperaba, ni la deseaba, antes bien la aborrecía».
También Marcelino Menéndez Pelayo vertió duras críticas sobre el pronunciamiento de Riego. Para Menéndez Pelayo, Riego formaba parte de los oficiales prisioneros en la guerra de la Independencia que «habían vuelto de Francia catequizados por las sociedades secretas» y que habían comenzado a extender una red de logias por todas las plazas militares de la Península. En su Historia de los heterodoxos españoles, describió así el pronunciamiento de Riego:

Un motín militar vergonzoso e incalificable, digno de ponerse al lado de la deserción de D. Oppas y de los hijos de Witiza, vino a dar, aunque no rápida ni inmediatamente, el triunfo a los revolucionarios. La logia de Cádiz, poderosamente secundada por el oro de los insurrectos americanos y aun de los ingleses y de los judíos gibraltareños, relajó la disciplina en el ejército destinado a América, introduciendo una sociedad en cada regimiento; halagó todas las malas pasiones de codicia, ambición y miedo que pueden hervir en muchedumbres militares, prometió en abundancia grados y honores, además de la infame seguridad que les daría el no pasar a combatir al Nuevo Mundo, y de esta suerte, en medio de la apática indiferencia de nuestro pueblo, que vio caminar a Riego desde Algeciras a Córdoba sin que un solo hombre se le uniese en el camino, estalló y triunfó el grito revolucionario de Las Cabezas de San Juan, entronizando de nuevo aquel abstracto código, ni solicitado ni entendido.

Además de asegurar que la sublevación protagonizada por Riego, Quiroga, Roten y otros jefes había sido pagada por los rebeldes americanos a través de las logias, «sobre todo por las gaditanas y malagueñas», Gonzalo de Reparaz afirmó que en las tres primeras semanas no hicieron más que saquear el arsenal de la Carraca, «con lo que favorecían, según estaban obligados, a los separatistas, pues dificultaban los aprestos de una nueva armada». Reparaz calificó asimismo a Riego y Quiroga como «inútiles», pues el primero no logró tomar Algeciras con 1600 hombres y «era tan incapaz de mandar que, aunque poco y mal perseguido, quedó solo, teniendo que esconderse en Sierra Morena», mientras que el segundo se veía muy apretado por el general Freire. Según Reparaz, les salvó el hecho de que en la Coruña, el Ferrol y otros sitios se alzaron las tropas con «el dinero americano» y que el conde de la Bisbal se sublevó también, ya que, de acuerdo con Reparaz, engañó a Fernando VII para que le diese mando del ejército para castigar a los revoltosos y no lo hizo.
En un artículo publicado el 2 de enero de 1896 en el Heraldo de Madrid, en el contexto de la guerra de Cuba, Reparaz pidió que los nombres de Riego y Quiroga se quitasen del sitio de honor que tenían en el Salón de Sesiones del Congreso de los Diputados. En dicho artículo, se hacía eco de lo escrito por el político e historiador argentino Bartolomé Mitre en su Historia de Belgrano y de la Independencia Argentina (1877) acerca de la complicidad argentina en el pronunciamiento de Riego.
En el mismo sentido que los anteriores, el escritor antimasón Mariano Tirado y Rojas calificó de «inicuo» el pronunciamiento de Riego. En opinión de este autor, los jefes de las tropas realistas de Córdoba, que podrían haber derrotado fácilmente a los insurrectos, estaban también afiliados a la masonería, razón por la que no habrían actuado. Tirado afirmó también que Rafael del Riego había sucedido a Romero Alpuente como presidente del Consejo Supremo de una rama masónica conocida como Comuneros de Castilla, que habría destacado por su «radicalismo revolucionario». Citando a Tirado, en 2016 el historiador Alberto Bárcena recogió el dato sobre la supuesta afiliación masónica de Riego y afirmó que «a partir de 1820 se desataba en España una persecución religiosa; encubierta también por la revolución política», señalando los asesinatos del obispo de Vich y de Vinuesa y otras «enormes crueldades llevadas a cabo por los Generales Mina y Riego, ambos afiliados a la sociedad de los Comuneros».